# 诺姆·范利尔
诺姆·范利尔（英語：Norm Van Lier，1947年4月1日—2009年2月26日），美国NBA联盟前职业篮球运动员。